# Hugh Harris

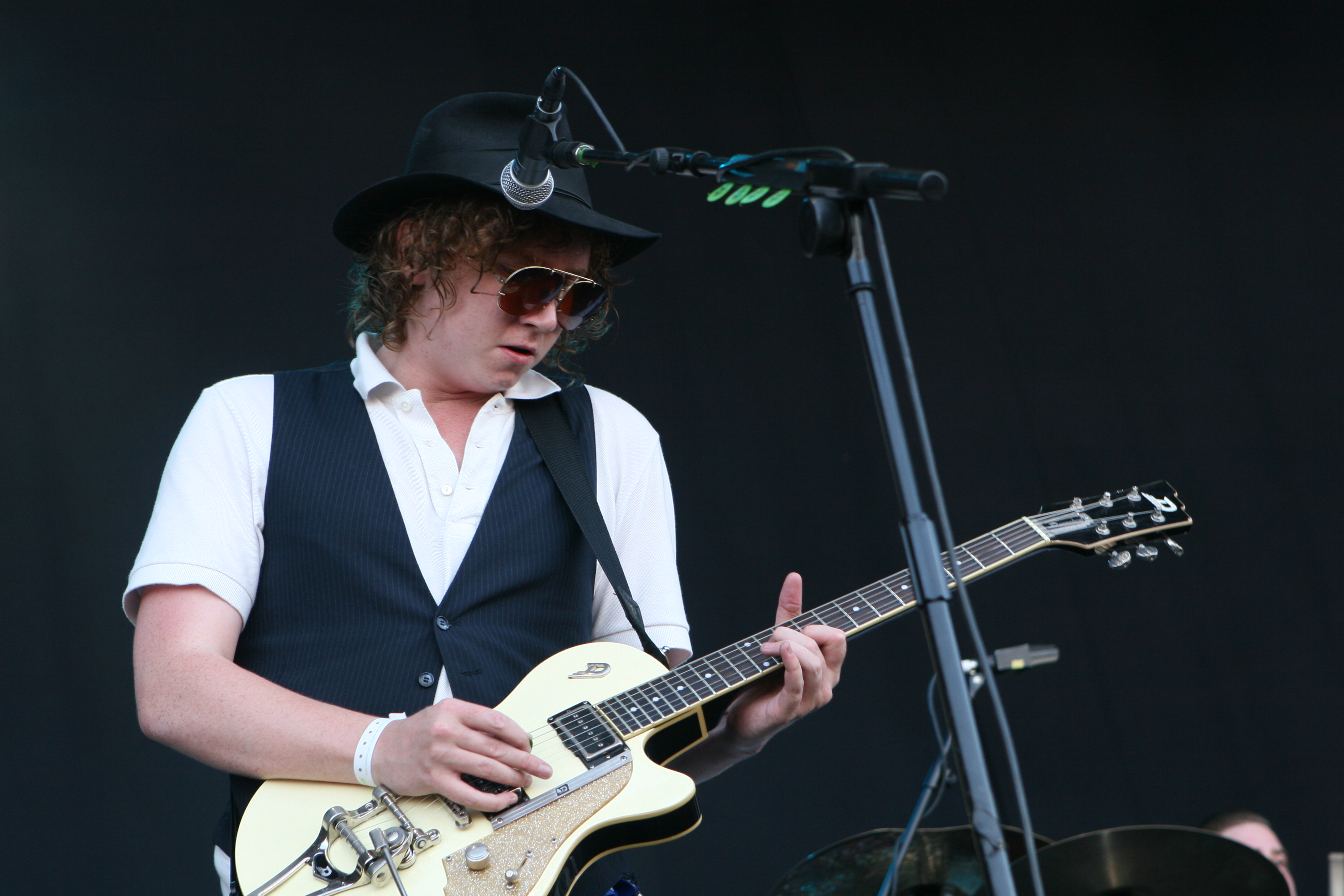
Harris in 2008

Hugh Harris (19 juli 1987) is de hoofdgitarist van de Britse indieband The Kooks en is woonachtig in Brighton. Hij speelt onder andere op een Gibson ES 335, een Duesenberg Starplayer TV, een Gretsch. Tijdens de late jaren 90 en in 2000 was hij hoofdgitarist in funkkleding bekend als Soul Solid. Hij sloot zich al vrij jong aan bij de indieband "The Kooks".